# Station Løgstør
Station Løgstør was een station in Løgstør, Denemarken en lag aan de lijn Hobro - Løgstør.